# Next Generation Sequencing

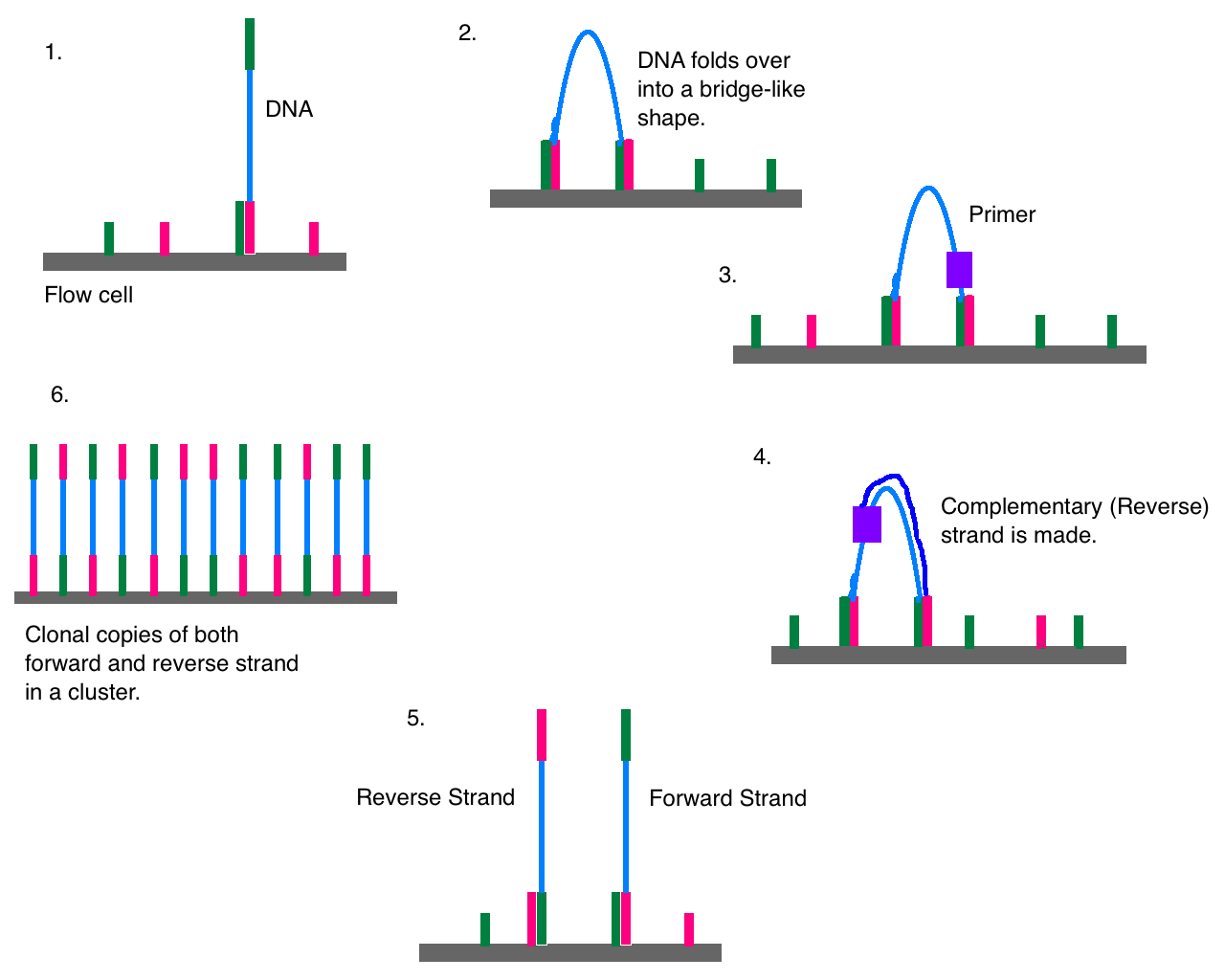
Il DNA si lega alla flow cell grazie alla complementarità di sequenza. Le sequenze si piegano e si attaccano a un secondo oligo formando una struttura a ponte. A questo punto un primer sintetizza il reverse strand e come conseguenza i due filamenti si rilassano e si distendono. Il risultato è un cluster neoformato di DNA forward e reverse.

Con il termine Next Generation Sequencing (NGS), o sequenziamento in parallelo, si indicano una serie di tecnologie che permettono di sequenziare grandi genomi in un tempo ristretto. Si ottengono quindi informazioni sul DNA di organismi, animali e piante, fondamentali negli studi di genetica medica, genetica molecolare, genetica di popolazione e genetica e genomica della conservazione.

## Metodologia
L’impiego di queste tecniche permette, in un solo esperimento, di effettuare studi di vario genere tra i quali: 
- caratterizzazione simultanea di genomi 
- individuazione di riarrangiamenti cromosomici bilanciati e sbilanciati
- individuazione di delezioni e Copy Number Variations (CNV) 
Il NGS viene anche definito come metodo “da estensione” perché la base viene identificata durante l’aggiunta alla catena nascente.  In breve potremmo riassumere il processo partendo da DNA a singolo filamento, un primer, la DNA polimerasi e singoli nucleotidi marcati. Una volta iniziata la reazione di sintesi di DNA a doppio filamento, ogni volta che la DNA polimerasi inserisce un nucleotide sulla catena in allungamento, questo viene rilevato immediatamente in quanto viene rilasciato un segnale di fluorescenza specifico per ognuno dei nucleotidi.
Ad oggi per il NGS ci sono diverse tecniche che si basano su principi differenti.
1. Illumina: fluorescent sequencing, short reads
2. Life Technologies: pH sequencing, si basa sulla variazione del pH che avviene quando viene incorporato un nucleotide
3. Roche Parallel Pyrosequencing questo metodo è stato dismesso a partire dal 2015 perché era meno efficiente dei metodi basati sulla fluorescenza.
4. Genereader NGS system (QIAGEN): sequenziamento basato su fluorescenza, dismesso.
5. Pacific Bioscences SMRT: sequenziamento a singola molecola (single molecule, real time)
6. Oxford Nanopore: sequenziamento a singola molecola basato sull’utilizzo di pori
7. 10X Genomics: short reads (solitamente sequenziale su piattaforma Illumina) che appartengono fisicamente alla stessa molecola di DNA (linked reads).
8. Ion Torrent distribuito da ThermoFisher.

Le tecniche di NGS permettono di sequenziare:
- DNA genomico:
  - Intero genoma (la sequenza completa - piccoli genomi)
  - Esoma (solo la parte di DNA trascritto in RNA, esoni)
  - Geni mirati
  - Ampliconi (solo prodotti PCR)
- Trascrittoma:
  - RNA totale
  - mRNA
  - small RNA (<30 nt)
- Epigenoma:
  - ChIP-Seq (Chromatin immunoprecipitation sequencing: DNA o RNA a cui sono legati specifiche proteine)
  - Metil-Seq (studio del pattern di metilazione del DNA, epigenetica)
  - Sequenziamento bisolfito dell'intero genoma (Whole genome bisulfite sequencing, WGBS)

Tutti questi metodi necessitano della preparazione del DNA che deve essere sequenziato. Questa preparazione è richiesta per avere la sequenza delle dimensioni corrette, pronto per essere sequenziato. Questo step di preparazione viene anche chiamato library preparation.
Una DNA library è una collezione di frammenti di DNA necessaria per identificare e selezionare i frammenti di DNA che interessano lo studio.
Nel caso di una NGS library tutti i frammenti che vogliamo sequenziare hanno delle sequenze aggiuntive. Nella figura è riportato un esempio che si basa sulla tecnologia Illumina. Queste sequenze vengono introdotte in ogni frammento mediante ligazione e ognuna di queste ha una funzione: P5 e P7 sono le due sequenze che vengono ancorate alla flow cell dove i frammenti vengono prima amplificati e poi sequenziati. Le sequenze in giallo e in azzurro sono le sequenze che permettono il sequenziamento vero e proprio. Degli index parliamo più avanti perché non sempre sono presenti e sono facoltativi.

## Processo
La procedura per arrivare al sequenziamento è diversa a seconda del materiale di partenza. 
Se si vuole sequenziare un intero genoma è necessario frammentarlo e poi procedere con la preparazione di una library di cloni. 
Se si vuole studiare l’epigenoma prima è necessario effettuare una ChIP e poi procedere con la preparazione di una library di cloni.
Nel target capture si sequenzia solo parte del genoma (ad esempio un gene candidato per una specifica patologia), in questo caso la NGS è molto utile quando si hanno un centinaio di geni candidati, diversamente da altre tecniche come la DGGE (Denaturing Gradient Gel Electrophoresis) che in questo caso richiederebbe lo svolgimento di un esperimento per ogni singolo esone da analizzare.

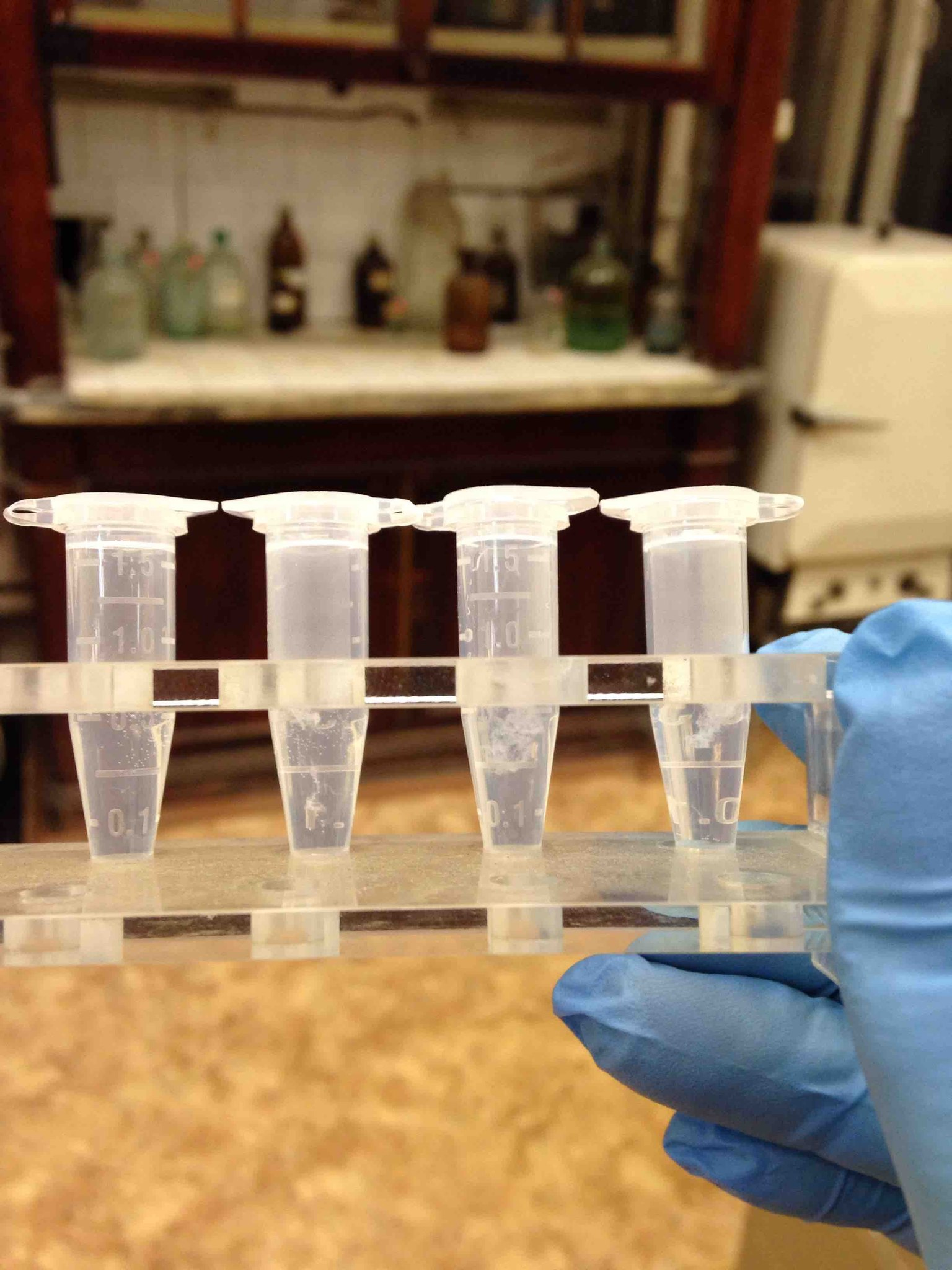
Il DNA viene estratto dal materiale di partenza utilizzando dei kit commerciali

- Estrazione del DNA: Il primo step è estrarre gli acidi nucleici dal materiale di partenza (vettore o genoma da cellula). A tal fine esistono in commercio dei kit.
- Frammentazione: Dopo l’estrazione degli acidi nucleici avviene la frammentazione o taglio del DNA, esistono tre metodi differenti di frammentazione:
  1. Frammentazione fisica basata sull'utilizzo di ultrasuoni
  2. Frammentazione enzimatica basata sull’utilizzo di trasposasi ingegnerizzate
  3. Nebulizzazione: in questo caso Il DNA viene fatto passare attraverso piccoli fori applicando un’alta pressione
- End repair: I frammenti ottenuti possono avere le estremità overhangs al -5’ e al -3’ che vanno modificate in delle estremità blunt. Per fare questo si possono adottare due strategie:
  1. DNA polimerasi I: dal momento che è dotata di attività esonucleasica 3’-5’, i frammenti di DNA con l’estremità 5’ overhang possono essere smussati aggiungendo un dNTP al -3’ e le sporgenze al -3’ possono essere rimosse per attività esonucleasica 3' --> 5';
  2. Mung Bean Nuclease: i nucleotidi terminali non appaiati ad una estremità di DNA possono essere rimossi da questo singolo enzima specifico dotato di attività esonucleasica che idrolizza un legame fosfodiestere terminale, eliminando così la base “in eccesso” una alla volta.
- Selezione dei frammenti secondo le dimensioni: In questa fase è necessario separare i frammenti in base alla loro dimensione. La tecnologia Illumina permette di sequenziare fino a 500 bp per singola corsa per questo motivo sono ideali frammenti di DNA con dimensione comprese tra 350-500 bp. Per ottenere frammenti della dimensione corretta si utilizzano dei kit commerciali.

I frammenti vengono messi in un buffer con un rapporto differente di Sample Purification Beads SPB e PEG che ne permette la separazione. I primi ad essere rimossi sono i frammenti più lunghi e poi quelli più corti che vengono lavati via. Per separare questi frammenti si utilizzano magnetic beads.
- A-tailing: Viene adenilata l’estremità -3’ mediante l’addizione di una singola A. Questo può essere fatto mediante l’utilizzo di una Taq polimerasi[4] o mediante altri enzimi come le transferasi terminali che permettono l’aggiunta di un singolo nucleotide all’estremità -3'. La corrispondente T è presente all’estremità -3’ dell’adattatore e ciò permette la formazione di due legami a idrogeno tra le due basi complementari e la conseguente ligazione.

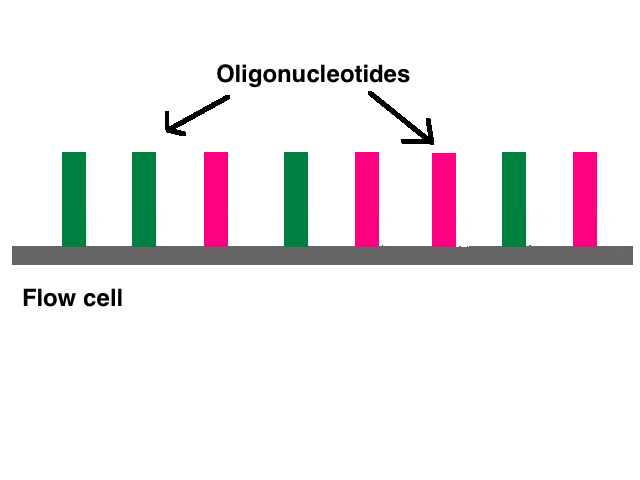
Una flow-cell con frammenti P5 e P7 in verde e rosa

- Amplificazione tramite PCR: La prima cosa da fare è arricchire (amplificare) perché il frammento di DNA può essere presente in una copia massimo due. La cosa importante è che gli inserti si possano legare sulla slide ovvero la piastra (si parla di Illumina che è quello più famoso e maggiormente descritto). Sulla piastra gli oligo vengono sintetizzati con la tecnologia dei microarray. Per l'ibridazione è necessario che gli oligo presenti sulla piastra (flow-cell) si appaino con i frammenti da sequenziare. A tal fine esistono i frammenti P5 e P7 adesi alla flow-cell che sono complementari ai frammenti P5 e P7 presenti sui filamenti del DNA da sequenziare. (P5 e P7 sono le regioni che permettono di ancorare il frammento alla slide e sono anche utilizzati come primer per l’amplificazione)

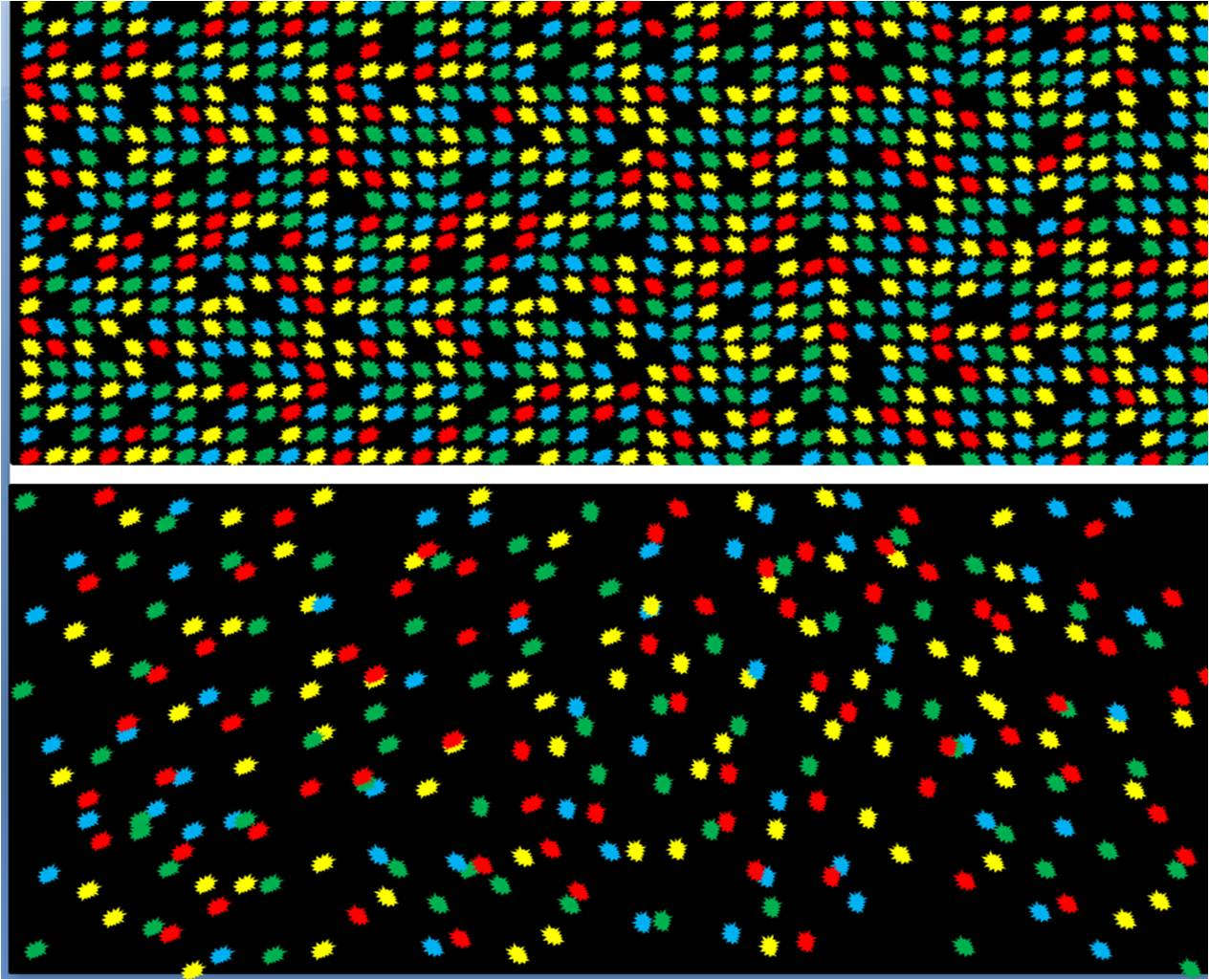
Ad ogni colore corrisponde una diversa base che viene aggiunta dalla DNA polimerasi.

Dopo aver fatto avvenire l’ibridazione può iniziare la reazione di PCR. Al termine della PCR dove c’era un frammento ibridato ora ce ne sono milioni. Questo processo prende il nome di Cluster Amplification. Il cluster al suo interno avrà l’inserto specifico e all’interno di un cluster ci saranno le due sequenze complementari dell’inserto. Quindi alla fine della PCR si arriva ad avere dei cluster e da una copia del DNA di partenza si ottengono molteplici copie. Questa è l’amplificazione; in questa fase non è stato sequenziato ancora niente ma è stato preparato il materiale da sequenziare.
- Sequenziamento: Il cluster appena formato serve per avere milioni di sequenze vicine e identiche posizionate sulla flow-cell. A questo punto si utilizzano due primers che sono Rd1 SP e Rd2 SP (SP= sequencing primer) i quali permetteranno alla DNA polimerasi di procedere con la sintesi di nucleotidi. Ad ogni nucleotide aggiunto corrisponde una particolare emissione di fluorescenza, un rilevatore registra la fluorescenza emessa in ogni punto della flow-cell, e un sistema di uscita fornisce la sequenza esatta dei nucleotidi.

## Diffusione
Al 2023 l'NGS rappresenta in Europa circa il 10% delle analisi di patologia molecolare.
Esso permette di diagnosticare i tumori ad alto rischio eredo-familiare che colpiscono principalmente mammella, ovaio, prostata, pancreas, colon-retto ed endometrio.